# Arbejdskraft
Arbejdskraft er den målrettede og kulturbestemte anvendelse af menneskelig energi i forbindelse med produktion eller reproduktion. Den enkeltes arbejdsevne afhænger af personens legemlige, psykiske og sociale sundhedstilstand. Et menneskes samlede arbejdsydelse og endda personen selv betegnes som arbejdskraft eller arbejder. Ganske vist bruger både de autotrofe planter og de heterotrofe dyr energi under fødeoptagelse og formering, men i modsætning til dette naturlige energiforbrug er arbejdskraftforbrug kendetegnet ved, at det altid har en samfundsbestemt karakter.
I økonomisk teori er arbejdskraft en vigtig produktionsfaktor - i mange fremstillinger den eneste produktionsfaktor ud over kapital. I kapitalistiske samfund bliver arbejdskraften til en vare, der handles på arbejdsmarkedet. Arbejdskraftens pris udtrykkes i form af løn. Den kan formelt set være beregnet i forhold til en fastsat mængde producerede varer eller tjenesteydelser (akkordløn), eller den kan være opgjort i forhold til et bestemt tidsforbrug (timeløn). I begge tilfælde er der reelt tale om en beregning af energiforbrug over tid, og derfor er det også altid muligt at omregne fra akkordløn til timeløn.

## Arbejdskraftens historie
Det store spring i arbejdskraftens historie blev taget, da menneskene gik fra fødesøgende til fødeproducerende levevis. dvs. da landbruget opstod. I forbindelse med den stigende arbejdsdeling opstod der efterhånden behov for uddannet arbejdskraft, mens behovet for simpelt arbejde er blevet mindre og mindre.
Det næste spring i arbejdskraftens historie blev sat i gang med mekanisering og brugen af fremmede energikilder (vand- og vindkraft, fossile brændstoffer osv.) Med industrialiseringen mangedobledes produktiviteten af arbejdskraften, dvs. at der kunne fremstilles langt flere varer ved brug af én arbejdstime.
Senest har elektronik yderligere øget produktiviteten, mens globaliseringen af markedet for varer og arbejdskraft har muliggjort en øget arbejdsdeling. Det betyder, at behovet for højt uddannet og omstillingsberedt arbejdskraft er næsten umætteligt, mens den ufaglærte arbejdskraft bliver overflødig, hvad der ytrer sig som mangel på arbejdskraft (flaskehalsproblemer), men samtidig stigende arbejdsløshed blandt ufaglærte.